# Évêque de Brixworth
L'évêque de Brixworth (Bishop of Brixworth en anglais) est un titre épiscopal utilisé par un évêque suffragant du diocèse de l'Église d'Angleterre de Peterborough, dans la province de Canterbury en Angleterre. Le titre tire son nom du village de Brixworth dans le Northamptonshire et partage la responsabilité (avec l'évêque diocésain) de l'ensemble du diocèse.
Le rôle est actuellement occupé par John Holbrook depuis sa consécration le 2 juin 2011.

## Liste des évêques
| Évêque de Brixworth | Évêque de Brixworth | Évêque de Brixworth | Évêque de Brixworth |
| De                  | Jusqu'à             | Titulaire           | Notes               |
| ------------------- | ------------------- | ------------------- | ------------------- |
| 1989                | 2001                | Paul Barber         |                     |
| 2002                | 2010                | Frank White         |                     |
| 29 juin 2011        | présent             | John Holbrook       |                     |
| Source(s)           |                     |                     |                     |